# Atrichopogon parroti
Atrichopogon parroti är en tvåvingeart som beskrevs av Jean Clastrier 1956.
Atrichopogon parroti ingår i släktet Atrichopogon och familjen svidknott. Inga underarter finns listade i Catalogue of Life.